# Chiaki Tomita
Chiaki Tomita, född 18 oktober 1993, är en japansk roddare.
Tomita tävlade för Japan vid olympiska sommarspelen 2016 i Rio de Janeiro, där hon tillsammans med Ayami Oishi slutade på 12:e plats i lättvikts-dubbelsculler. Vid olympiska sommarspelen 2020 i Tokyo slutade Tomita och Oishi på 10:e plats i lättvikts-dubbelsculler.